# Trafford Park

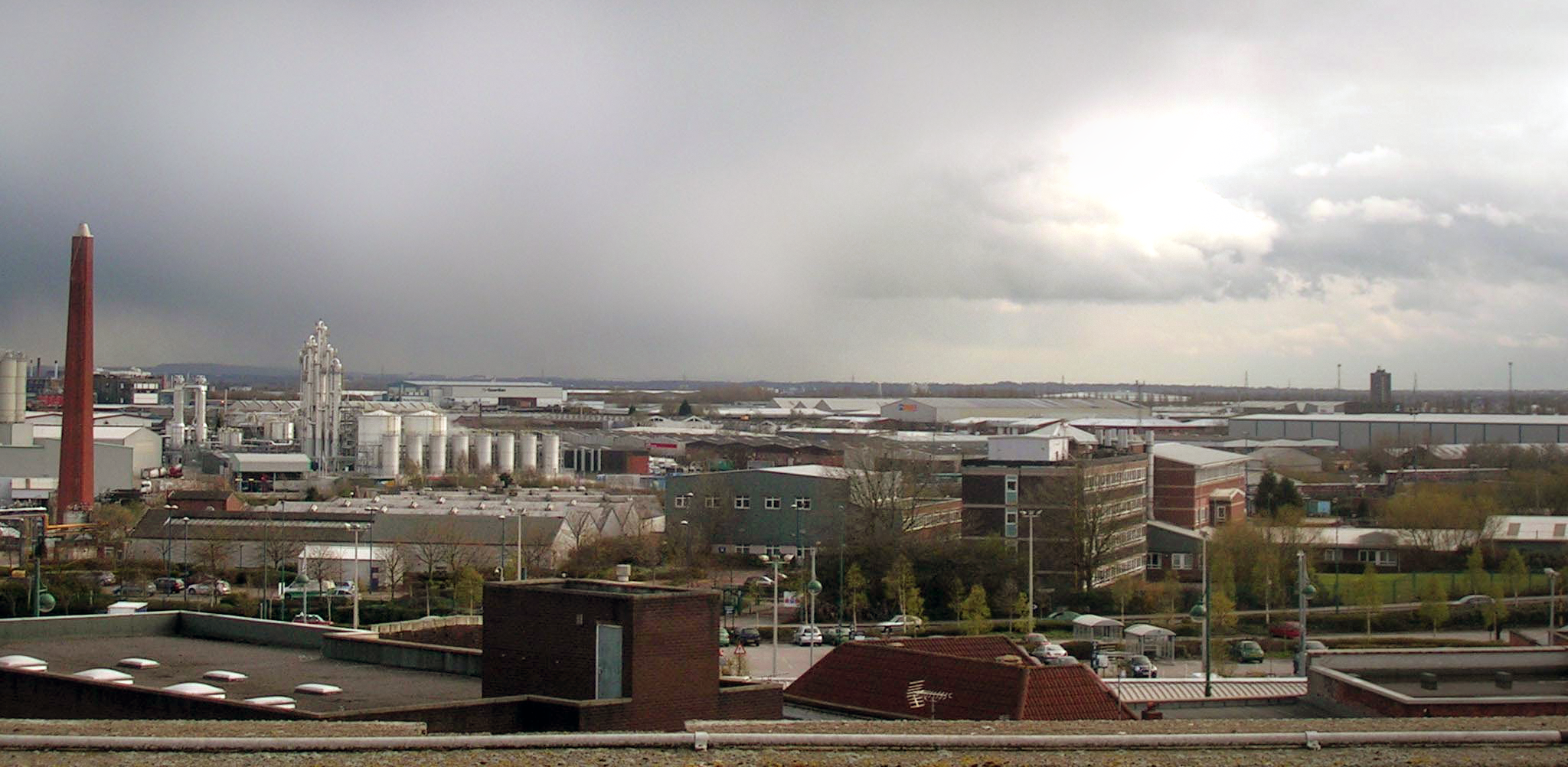
Trafford Park

Trafford Park är ett område i Greater Manchester i nordvästra England, beläget på sydsidan av Manchesterkanalen.
Ford Motor Companys första europeiska sammansättningsanläggning byggdes upp 1911 i Trafford Park.